# غورد هامبسون
غورد هامبسون هو لاعب هوكي الجليد كندي، ولد في 13 فبراير 1959 في فانكوفر في كندا.

## وصلات خارجية
- غورد هامبسون على موقع دوري الهوكي الوطني (الإنجليزية)
- غورد هامبسون على موقع قاعة مشاهير الهوكي (لاعب أن.إتش.أل) (الإنجليزية)
- غورد هامبسون على موقع EliteProspects.com (الإنجليزية)
- غورد هامبسون على موقع HockeyDB.com (الإنجليزية)
- غورد هامبسون على موقع Hockey-Reference.com (الإنجليزية)